# A.J. Lawson
A.J. Lawson, właśc. Anthony Randolph Lawson (ur. 15 lipca 2000 w Toronto) – kanadyjski koszykarz, występujący na pozycji rzucającego obrońcy, obecnie zawodnik Dallas Mavericks oraz zespołu G-League – Texas Legends.
W 2017 zajął piąte miejsce w turnieju Adidas Nations. W 2018 wystąpił w meczu wschodzących kanadyjskich gwiazd – Canadian Showcase.
W 2021 reprezentował Atlantę Hawks oraz Miami Heat podczas rozgrywek letniej ligi NBA. Rok później wystąpił w niej jako zawodnik Dallas Mavericks.

## Osiągnięcia
Stan na 7 lutego 2023, na podstawie, o ile nie zaznaczono inaczej.

### NCAA
- Zaliczony do:
  - I składu:
    - najlepszych pierwszorocznych zawodników SEC (2019)
    - SEC First-Year Academic Honor Roll (2019)
    - turnieju Hall of Fame Tip-Off Naismith Bracket (2019)

  - II składu SEC (2021)
  - składu SEC Winter Academic Honor Roll (2020)
- Najlepszy pierwszoroczny zawodnik kolejki SEC (19.11.2018)

### Reprezentacja
Seniorska
- Uczestnik amerykańskich kalifikacji do mistrzostw świata (2021)

Młodzieżowe
- Wicemistrz Ameryki U–18 (2018)
- Uczestnik mistrzostw świata U–19 (2019 – 8. miejsce)